# Hay (fiume)
L'Hay è un fiume del Canada, che nasce in Alberta e che sfocia nei Territori del Nord-Ovest nel Grande Lago degli Schiavi. Il suo principale tributario è il Chinchaga.